# استانوزولول
استانوزولول (به انگلیسی: Stanozolol) دارویی است که برای جلوگیری از تحلیل و کاتابولیسم بیماران سرطانی، پایین آوردن اوره خون، بهبود حالت فیزیکی و جسمانی بیماران ضعیف استفاده می‌شود.

## احتیاط‌ها
در بیماران قلبی-کبدی باید با احتیاط مصرف شود.
استفادهٔ آن برای زنان شیر ده، افراد مبتلا به سرطان پروستات و در دوران بارداری بواسطهٔ آندروژن بودن ممنوع است.
اين دارو در مردان باعث افزايش ريزش مو با الگوی مردانه می‌شود.
همچنین استانوزولول موجب رویش موی زائد در زنان، تغییر صدا، کوتاه شدن دورهٔ قاعدگی می‌شود.